# Гридинское сельское поселение
Гри́динское се́льское поселе́ние — муниципальное образование в Красносельском районе Костромской области России.
Административный центр — деревня Гридино.

## История
Гридинское сельское поселение образовано 30 декабря 2004 года в соответствии с Законом Костромской области № 237-ЗКО, установлены статус и границы муниципального образования.

## Население
| 2008 | 2010 | 2012 | 2013 | 2014  | 2015 | 2016 |
| ---- | ---- | ---- | ---- | ----- | ---- | ---- |
| 715  | ↘658 | ↗704 | ↗735 | ↗753  | ↗788 | ↗838 |
| 2017 | 2018 | 2019 | 2020 | 2021  |      |      |
| ↗865 | ↗885 | ↗925 | ↗940 | ↗1039 |      |      |

## Состав сельского поселения
| №  | Населённый пункт | Тип населённого пункта          | Население |
| -- | ---------------- | ------------------------------- | --------- |
| 1  | Александрово     | деревня                         | →0        |
| 2  | Головленково     | деревня                         | →0        |
| 3  | Гридино          | деревня, административный центр | ↗668      |
| 4  | Демидково        | деревня                         | ↗5        |
| 5  | Денежниково      | деревня                         | ↗1        |
| 6  | Мизгирево        | деревня                         | ↘0        |
| 7  | Осенево          | деревня                         | →4        |
| 8  | Першутино        | деревня                         | ↗12       |
| 9  | Погост           | деревня                         | ↗7        |
| 10 | Ратушино         | деревня                         | ↗2        |
| 11 | Семенково        | деревня                         | ↘0        |
| 12 | Скоморохово      | деревня                         | ↗3        |
| 13 | Спас-Ямщики      | деревня                         | →0        |
| 14 | Сумароково       | деревня                         | ↗35       |
| 15 | Тюлиндино        | деревня                         | ↗3        |